# Kkulppang

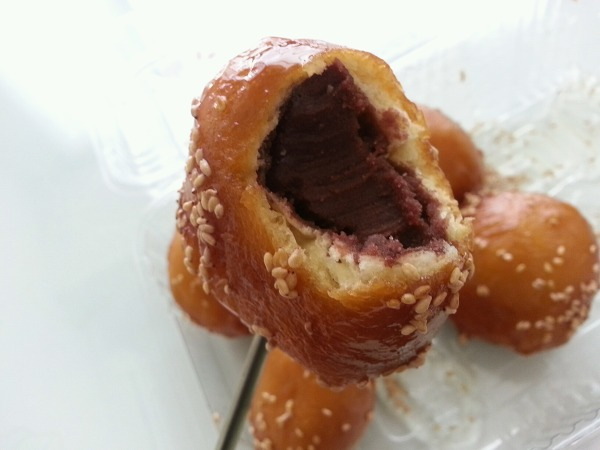
Tongyeong-kkulppang.

Le kkulppang (꿀빵) est un pain sucré coréen, généralement fourré avec de la pâte de haricots rouges et parsemé de graines de sésame,.
Une version plus légère, le Tongyeong-kkulppang, est une spécialité de la ville de Tongyeong.